# Азербайджан на Олімпійських іграх
Азербайджан вперше взяв участь на Олімпійських іграх як незалежна держава 1996 року, і з того часу відправляє спортсменів на всі Олімпіади.
Раніше азербайджанські атлети змагалися у складі команди Радянського Союзу на Олімпійських іграх з 1952 по 1988 роки, а після розпаду Радянського Союзу, Азербайджан був частиною єдиної команди на олімпіаді 1992 року.
Азербайджанські спортсмени завоювали в цілому шістнадцять медалей на літніх Олімпійських іграх, в греко-римській боротьбі, стрільбі, боксі та дзюдо. На зимових Олімпійських іграх спортсмени Азербайджану медалі не завойовували.
Національний олімпійський комітет Азербайджану був створений 1992 року і визнаний Міжнародним олімпійським комітетом 1993 року.

## Медалі

### Медалі на Літніх іграх
| Games        | Золото | Срібло | Бронза | Загалом |
| Атланта 1996 | 0      | 1      | 0      | 1       |
| Сідней 2000  | 2      | 0      | 1      | 3       |
| Афіни 2004   | 1      | 0      | 4      | 5       |
| Пекін 2008   | 1      | 2      | 4      | 7       |
| Лондон 2012  | 2      | 2      | 6      | 10      |
| Ріо 2016     | 1      | 7      | 10     | 18      |
| Токіо 2020   | 0      | 3      | 4      | 7       |
| Всього       | 7      | 15     | 32     | 54      |

### Медалі на Зимових іграх
| Games               | Золото | Срібло | Бронза | Загалом |
| Нагано 1998         | 0      | 0      | 0      | 0       |
| Солт-Лейк-Сіті 2002 | 0      | 0      | 0      | 0       |
| Турин 2006          | 0      | 0      | 0      | 0       |
| Ванкувер 2010       | 0      | 0      | 0      | 0       |
| Сочі 2014           | 0      | 0      | 0      | 0       |
| Пхьончхан 2018      | 0      | 0      | 0      | 0       |
| Пекін 2022          | 0      | 0      | 0      | 0       |
| Всього              | 0      | 0      | 0      | 0       |

### Медалі за видом спорту
| Sport      | Золото | Срібло | Бронза | Загалом |
| Боротьба   | 4      | 8      | 13     | 25      |
| Стрільба   | 1      | 0      | 2      | 3       |
| Дзюдо      | 1      | 2      | 2      | 5       |
| Тхеквондо  | 1      | 0      | 2      | 3       |
| Бокс       | 0      | 1      | 8      | 9       |
| Карате     | 0      | 2      | 0      | 2       |
| Веслування | 0      | 1      | 1      | 2       |
| Всього     | 7      | 14     | 28     | 49      |